# Vinogradska strnadica
Vinogradska strnadica ili vinogradarska strnadica ili vrtna strnadica (Emberiza hortulana) je ptica iz porodice strnadica (Emberizidae), male grupe pevačica koja je sada odvojena od svojih najbližih srodnika zeba. Naučno ime strnadica - Emberiza potiče od staronemačke reči Embritz, na kome je imala svoje nomilno značenje, strnadica. Naučno ime vrste hortulana potiče iz italijanskog jezika, hortulane, što je označavalo ovu pticu.
Vinogradarska strnadica se dugo koristila u francuskoj kuhinji, pečena i jedena cela. Ptica je korišćena u svim nivoima socijalne organizacije društva što je dovelo do drastičnog pada populacija, dovodoći do toga da je 1999 stavljena pod strogu zaštitu.

## Fizičke karakteristike
Vinogradarska strnadica je 16 cm dugačka ptica težine između 20-25 g. Po izgledu i ponašanju neodoljivo podseća na svoju srodnu vrstu strnadicu žutovoljku (Emberiza citrinella), s tim da joj nedostaje žuto obojeno perje koje krasi žutovoljku. Glava vinogradarske strnadice je obojena zeleno-sivom bojom, pri čemu se na glavi mogu uočiti „brkovi” žute boje.

## Ponašanje
Gnezda vinogradarske strnadice su smeštena na zemlji ili blizu zemlje na visini manjoj od 1 m. Regularna ishrana ovih ptica bazira se na semenkama raznih biljaka, ali u toku odgajanja mladunaca ishranu dopunjuju razni insekti, a pre svega bube.

## Distribucija i stanište
Pripada grupi ptica selica. Može se sresti u većini evropskih zemalja i Zapadnoj Aziji pri čemu se može uočiti da je prisustvo ove vrste u njenom arealu rasprostranjenja jako lokalno. Areal javljanja vrste ide do severa skandinavskih država i ulazi u arktički polarni krug. U Srbiji se sreće na teritoriji cele države, s tim da je najčešća na istoku i jugu zemlje.

## Zakonska zaštita
Lov na vinogradarsku strnadicu je zabranjen 1999. godine u Francuskoj pa se ta zabrana poslednično prenela i na ostatak evropskog kontinenta, gde je sada strogo zaštićena vrsta i jedna je od vrsta koja se nalazi na spiskovima različitih konvencija i mreže zaštićenih područja pod nazivom „Natura 2000”. Pre ove zabrane, godišnje je samo u Francuskoj stradalo preko 50.000 ptica. Prema podacima Francuske Lige za Zaštitu Ptica, u periodu od 1997. pa do 2007. godine, populacija se oporavila za oko 30%.
Države članice Evropske Unije zabranjuju:
- namerno ubijanje i hvatanje ovih ptica bilo kojom metodom;
- namerno uništavanje ili oštećivanje gnezda, jaja;
- sakupljanje jaja iz prirode i njihovo otuđivanje;
- namerno uznemiravanje ptica pogotovo tokom osetljivog perioda života kao što je podizanje gnezda, inkubacija i podizanje mladih;
- držanje ptica kao ljubimce i njihovu dalju distribuciju kroz prodaju kako živih ptica, takođe i mrtvih (prepariranih ili samo njihove kože)

## Spoljašnje veze
- Newton, Alfred (1911). „Ortolan”.  (на језику: енглески) (11 изд.).
- „Ortolan”. New International Encyclopedia. 1905.
- Ortolan Bunting (emberiza hortulana) sa sajta Evropske komisije
- Oiseaux Photographs, text, map; (језик: француски)
- Ageing and sexing (PDF; 1.6 MB) by Javier Blasco-Zumeta and Gerd-Michael Heinze
- Oglašavanje mužjaka sa sajta Xeno-Cantho
- BioRaS Архивирано на веб-сајту  (4. август 2017) Informacije na srpskom u Nacionalnoj bazi Biološke raznovrsnosti - BioRaS
- ARKive
- Podaci o rasprostranjenju u Srbiji Архивирано на веб-сајту  (4. август 2017)